# Situationsplan

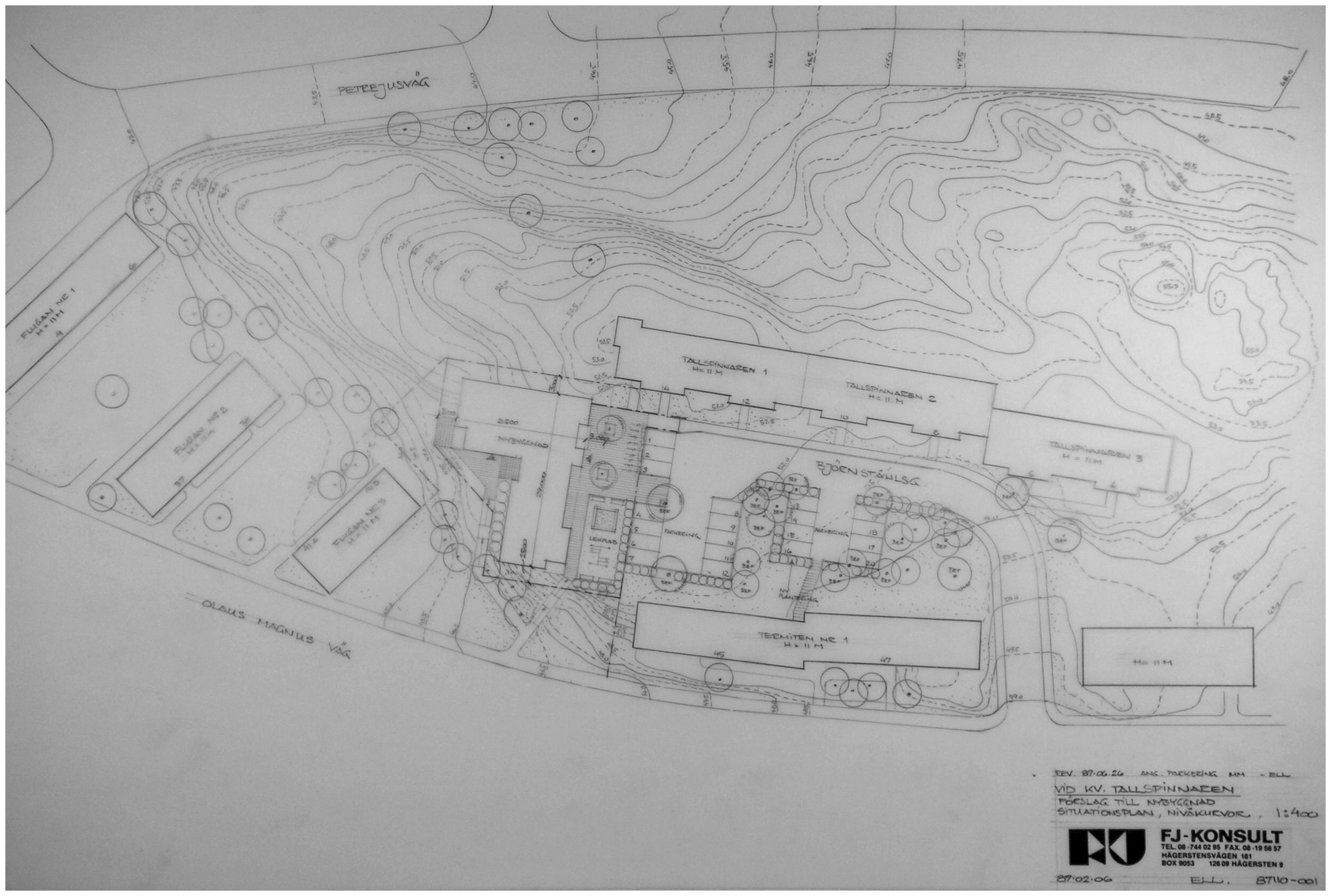
En situationsplan för kv. Tallspinnare, Hammarbyhöjden, Stockholm.

En situationsplan är en handling som upprättas i samband med ny- eller ombyggnad av byggnader. Den är en del av underlaget vid ansökan om bygglov och visar vad byggherren planerar att göra.
På situationsplanen anges tomtens begränsning och mått samt markens nivå. Situationsplanen visar befintligt eller planerat läge för byggnader, tillbyggnader och andra anläggningar på tomten och i förhållande till tomtens gränser. På en situationsplan visas markdispositioner som planteringar, hårdgjorda ytor, p-platser och liknande. En situationsplan som ingår bland handlingar för ansökan om bygglov är oftast upprättad på en nybyggnadskarta i skala 1:400 eller 1:500. Situationsplanen upprättas av byggherren eller av dennes arkitekt.